# 1965年ワールドカップバレーボール男子大会
1965年ワールドカップバレーボール男子大会は1965年にポーランドで行われたバレーボール男子の国際大会である。
第1回ワールドカップバレーボール大会として開催された。

## 概要
バレーボール世界選手権・夏季オリンピックに次ぐ国際バレーボール連盟の主催する第3の世界チャンピオン決定戦と位置づけて夏季五輪の翌年に開催された。今大会は東欧諸国を中心に11カ国が出場して争われ、ソビエト社会主義共和国連邦が初代優勝となった。
日本はホスト・ポーランドと死闘を繰り広げたが後一歩及ばず4位で終わった。

## 最終順位
| 1965男子ワールドカップ優勝国 |
| ---------------------------- |
| · ソビエト連邦 · 初優勝      |

| 順位 | 国               |
| ---- | ---------------- |
| 1    | ソビエト連邦     |
| 2    | ポーランド       |
| 3    | チェコスロバキア |
| 4    | 日本             |
| 5    | 東ドイツ         |
| 6    | ルーマニア       |
| 7    | ハンガリー       |
| 8    | ユーゴスラビア   |
| 9    | ブルガリア       |
| 10   | オランダ         |
| 11   | フランス         |